# Straßenkind
Straßenkinder  sind im erweiterten Wortsinn Kinder und Jugendliche unter 18 Jahren, die obdachlos, von zu Hause weggelaufen oder ohne Angehörige sind, also für sich selbst sorgen müssen.

## Definition
Der Begriff Straßenkind wurde zu einem Universalbegriff für verschiedene Phänomene in Industrie- und Entwicklungsländern, für Obdachlosigkeit und arbeitende Kinder etc. Die UNICEF unterscheidet zwischen:
- Kindern auf der Straße: verbringen hier einen Großteil des Tages, um zu arbeiten etc.
- Kindern der Straße: haben tatsächlich ihren Lebensmittelpunkt, schlafen dort.

Die Begriffe geraten regelmäßig in die Kritik. In Brasilien wird häufig kritisiert, der Ausdruck Straßenkind errege den Anschein, das Leben auf der Straße sei ein statischer Zustand. Daher nennen wissenschaftliche Beiträge zunehmend Crianças e Adolescentes em Situação de Rua, also Kinder und Jugendliche in der Lebenssituation der Straße, was auf die Dynamik hinweist: Sie sind zeitweise auf der Straße, immer mit der Möglichkeit einer Veränderung der Lebenslage (vgl. Schwinger 2005). Manfred Liebel schlug (2000) vor, nur noch von arbeitenden Kindern zu reden.

## Lebensumstände
Straßenkinder leben an Bushaltestellen, in Bahnhöfen und leer stehenden Gebäuden, auf Bürgersteigen und in U-Bahn-Schächten. Sie erledigen mitunter kleinere Arbeiten gegen Geld oder Mahlzeiten, erbetteln Geld, Lebensmittel und Zigaretten von Passanten oder Touristen oder stehlen bisweilen. Gelegentlich ist dieses Leben mit dem Konsum von Alkohol und anderen psychotropen Substanzen (wie dem Schnüffeln von Lösungsmitteln) verknüpft. Prostitution ist verbreitet. Gelegentlich sind diese Kinder und Jugendlichen Opfer von Gewalt und sexuellem Missbrauch und können wegen fehlender Schulbildung keine Ausbildung zur Ausübung eines Berufs erlangen.
In vielen Ländern richten karitative Organisationen unter anderem Waisenhäuser und Wohnheime sowie Ausbildungsstätten für die Kinder und Jugendlichen ein, sei es erst einmal mit einem Fürsorge-Konzept für die hilflosen Sozialwaisen und/oder, um ihnen durch Empowerment ein selbstbestimmtes Leben zu ermöglichen.

## Zahlen
Weltweit wird die Zahl der Straßenkinder inklusive Jugendliche (manchmal werden auch noch Heranwachsende hinzugezählt), die überwiegend in Metropolen zu finden sind, auf über 100 Mio. geschätzt.
Auswahl (In Klammern das Jahr der Quelle):
- Indien: 11 bis 18 Millionen (2005)[1][2]
- Vereinigte Staaten: ca. 1,55 Millionen zwischen 2005 und 2006;[3] über 2,5 Millionen (obdachlose Kinder) 2013[4][5]
- Ägypten: 1,5 Millionen (2007)[6]
- Philippinen: 1 Million (2004)[7]
- Marokko: 30.000 (2001)[8]
- Brasilien: 25.000[9] bis 10 Millionen (um 2008)[10][11]
- Deutschland: 7.000 (2017)[12]
- Jamaika: 6.500 (um 2007)[13][14]
- Mongolei: 4.000 (um 2008)[15]
- Uruguay: 3.000 (2005)[16]
- Rumänien: 1.900 (2003)[17]

## Lage in Deutschland

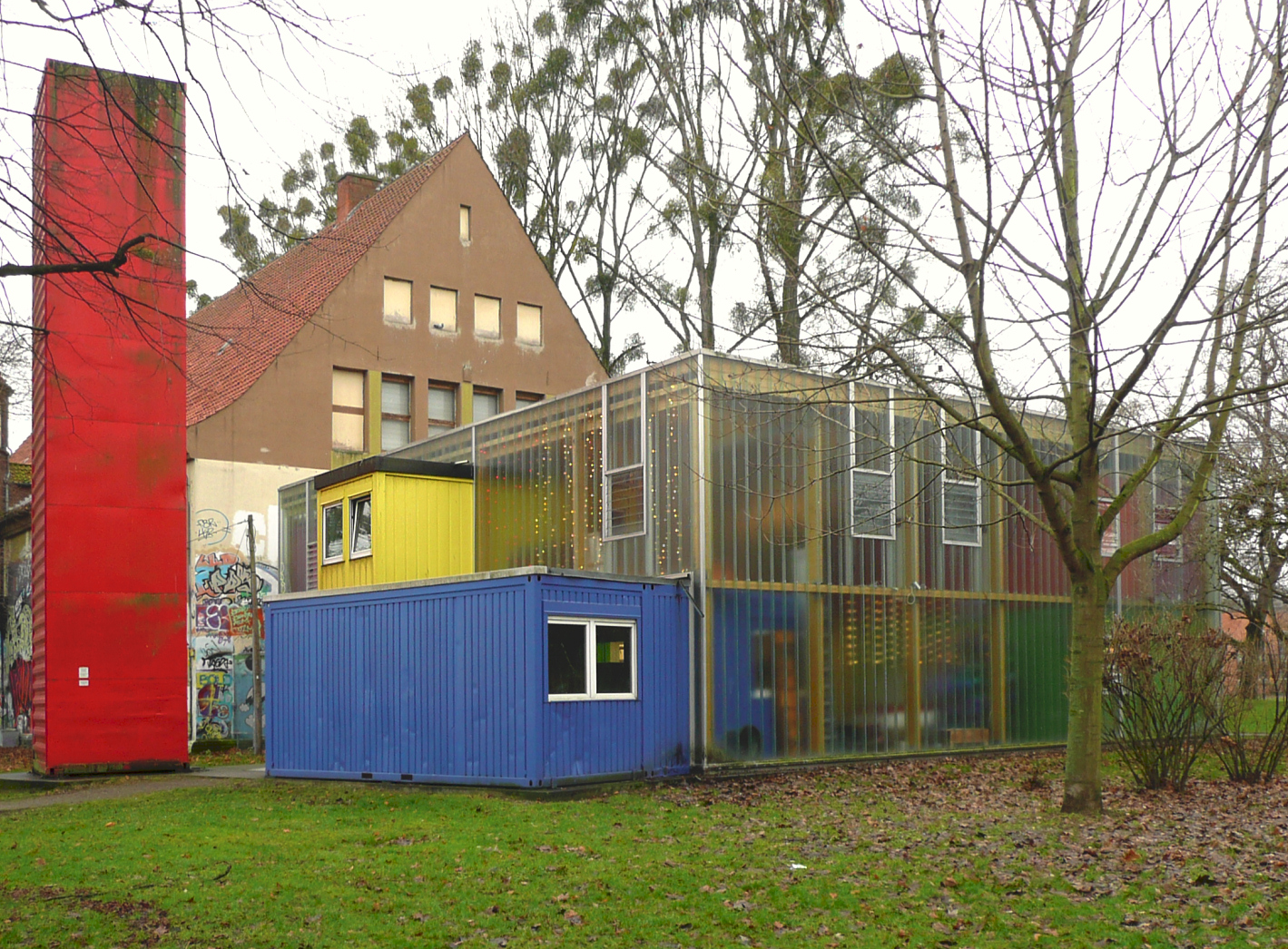
Übernachtungsmöglichkeit für Straßenkinder durch das Containerprojekt „bed-by-night“, in Hannover auf dem Welfenplatz

Die 1994 in Deutschland gegründete Hilfsorganisation Off Road Kids geht (2007) von jährlich bis zu 2500 Minderjährigen aus, die zeitweise auf der Straße leben (wenige hundert seien gefährdet, obdachlos zu bleiben). Das Kinderhilfswerk terre des hommes hatte 2001 – in der weit gefassten Definition „… auf der Straße“ und unter Einbeziehung Volljähriger – bis zu 9000 Straßenkinder vermutet.

## Beispiele für Hilfsorganisationen in verschiedenen Ländern
Die Brasilienhilfe Padre Bene arbeitet in Brasilien in den Städten Arapiraca und Recife. 160 ehemalige Straßenkinder sind in eigenen Häusern untergebracht. Die Kinder werden medizinisch und psychologisch betreut und besuchen die öffentlichen Schulen. In einer hauseigenen Holzwerkstatt wird ihnen die Gelegenheit gegeben, sich auf einen Handwerksberuf vorzubereiten.
Die Zahl der Straßenkinder in Rumänien wurde zeitweise auf bis zu 100.000 geschätzt.
Streetkids International (2001 in Frankfurt a. M. gegründet) hilft AIDS-Waisen in Tansania. 70 von rund zwei Millionen wohnen schon in vereinseigenen Waisenhäusern. Die vergleichsweise kleine Hilfsorganisation engagiert sich persönlich regelmäßig vor Ort. Im Februar 2007 eröffnete sie ein Ausbildungszentrum in Daressalam, das junge Leute zu Schreinern und Schneidern ausbildet. Seit 2015 wird der vereinseigene Montessori Kindergarten am südlichen Stadtrand von Daressalam betrieben. Im Primär- und Sekundarschulbereich finanzierte Streetkids International insgesamt 450 Schulplätze (Stand 2016).
In Österreich setzt sich die Hilfsorganisationen Jugend Eine Welt für Straßenkinder weltweit ein und hat am 31. Januar den Tag der Straßenkinder ins Leben gerufen. An diesem Tag soll auf das Schicksal dieser Kinder aufmerksam gemacht werden. Mit Bildungsmaterialien und Aktionsvorschlägen werden Schulklassen und Jugendgruppen dazu aufgefordert, sich mit dem Leben von Straßenkindern auseinanderzusetzen. Damit soll ein Bewusstsein für dieses Thema geschaffen werden. In Österreich gibt es ca. 500 Straßenkinder.

## Berühmte ehemalige Straßenkinder
- Mario Capecchi (Genetiker, Nobelpreisträger)
- Elizabeth Murray (Motivationstrainerin)

## Wissenschaftliche und sozialpädagogische Literatur
- Carolin Hoch et al.: Straßenjugendliche in Deutschland – eine Erhebung zum Ausmaß des Phänomens. Endbericht – zentrale Ergebnisse der 2. Projektphase. Deutsches Jugendinstitut, Halle (Saale) 2017, ISBN 978-3-86379-242-8.
- Carolin Hoch et al.: Straßenjugendliche in Deutschland – eine Erhebung zum Ausmaß des Phänomens. Zwischenbericht – zentrale Ergebnisse der 1. Projektphase. Deutsches Jugendinstitut, Halle (Saale) 2016, ISBN 978-3-86379-200-8.
- Tatjana Mögling, Frank Tillmann, Birgit Reißig: Entkoppelt vom System: Jugendliche am Übergang ins junge Erwachsenenalter und Herausforderungen für Jugendhilfestrukturen. Deutsches Jugendinstitut/Vodafone Stiftung, Düsseldorf 2015.
- Tatjana Mögling, Sarah Beierle: Einmal Straße, immer Straße? Handlungsbedarfe und Unterstützungsstrukturen für Straßenjugendliche. In: Forum Jugendhilfe. 2/2015: 4–11.
- Anna Schmid: Das Straßenkinderprojekt als Organisation: Strukturen, Prozesse und Qualität am Beispiel eines Heims in Brasilien. Wiesbaden 2010.
- Friederike Rausch: Non-formale Bildung für Straßenkinder. Eine Untersuchung von pädagogischen Ansätzen zur beschäftigungsorientierten Bildung am Beispiel von Projekten in Antananarivo, Madagaskar. Saarbrücken 2009.
- Holger Thiel: Partizipation und Selbstbestimmung. Chancen zivilgesellschaftlicher Organisation indischer Straßenkinder. Münster 2008.
- Michael Schwinger: Du kannst sogar Fotograf sein! Medienpädagogische Arbeit mit brasilianischen Straßenkindern. Frankfurt 2005.
- Hartwig Weber, Sor Sara Sierra: Narben auf meiner Haut. Straßenkinder fotografieren sich selbst. Frankfurt 2003.
- Manfred Liebel: Straßenkinder gibt es nicht. Über die verschlungenen Wege einer paternalistischen Metapher. In: Zs. Soziale Arbeit, 2000, 4, ISSN 0490-1606 S. 122–130.
- Hanna Permien: Mit einem Bein zu Hause, mit einem Bein auf der Straße. In: Altgeld/Hofrichter (Hrsg.): Reiches Land – kranke Kinder? Frankfurt/Main 2000: Mabuse, S. 31–42.
- Hanna Permien, Gabriela Zink: Endstation Straße? Straßenkarrieren aus der Sicht von Jugendlichen. Deutsches Jugendinstitut, München 1998, ISBN 3-87966-379-3.
- Hanna Permien, Peter Jogschies, Gabriela Zink: Straßenkinder – Jugendhilfe an ihren Grenzen? In: Forum Erziehungshilfen. 3 Jg., H. 4/1997, S. 206–213.